# Luri
Luri är en kommun i departementet Haute-Corse på ön Korsika i Frankrike. Kommunen ligger i kantonen Capobianco som tillhör arrondissementet Bastia. År 2022 hade Luri 857 invånare.

## Befolkningsutveckling
Antalet invånare i kommunen Luri
Referens:INSEE